# 矢作と山崎と
『矢作と山崎と』（やはぎ と やまざき と）は、フジテレビオンデマンド (FOD) で2017年3月28日から配信されている、FODオリジナルのバラエティ番組。

## 概要
普段シャイな矢作兼（おぎやはぎ）と山崎弘也（アンタッチャブル）のふたりが、所属事務所である人力舎の若手芸人と、様々な企画を通して仲良くなるための番組。
矢作と山崎のコンビが毎回「矢作と山崎と○○で遊ぶ！」
何故か不思議な魅力を持つ若手、意外な特技を持つ若手、謎が謎を呼ぶ若手、ここぞとばかりに前に出る若手など、様々な若手芸人と親交を深め、楽しく遊びながら、若手芸人が成長していく過程を見守っていく。
MCは、人力舎の中堅芸人が各月毎に担当。
2020年2月7日から5月1日にかけて『矢作と山崎とイケメンパラダイス』として全4回が配信された。Amazonプライムなどでは「矢作と山崎と」シーズン2として再配信している。第3回の下北沢編は
2020年6月30日（29日深夜）のフジテレビブレイクマンデー24で地上波放送された。
2022年3月30日、『矢作と山崎と』第27回が復活配信。こちらも2022年10月22日（21日深夜）のフジバラナイトFRIで地上波放送された。

## 出演者
- 矢作兼（おぎやはぎ）
- 山崎弘也（アンタッチャブル）
- ほか

## 配信日程
| #   | 配信開始日    | サブタイトル                                  | マンスリーMC            | 出演 |
| --- | ------------- | --------------------------------------------- | ----------------------- | --- |
| 1.  | 2017年3月28日 | 矢作と山崎と 若手の芸名で遊ぼう！             | いけだてつや            | あんみつ／おすし／シンブン／センス爆発女／ ターリーターキー／ナガイヨル／肉体戦士ギガ／ 二馬力／バカ丸海賊団／ブラットピーク ナレーター：関野浩之      |
| 2.  | 2017年3月28日 | 矢作と山崎と 若手の持ちネタで遊ぼう！         | いけだてつや            | あんみつ／いかちゃん／おとぎばなし／ 川井洋平／高橋ちゃん／なかよし／二馬力／ロマン峠 ナレーター：関野浩之                                             |
| 3.  | 4月28日       | 矢作と山崎と 合唱で遊ぼう！                   | 早出明弘                | 雨ちゃん（シンブン）／いかちゃん／岩堀（ダトウキョク）／ 川井／久保（バオバブ）／げん（バオバブ）／ 小橋川（魂ず）／柘植（敏感-ファイル）              |
| 4.  | 5月26日       | 矢作と山崎と ゆってぃで遊ぼう！               | 早出明弘                | 大北（あんみつ）／栗須（マロンフェスタ）／ しんぷる内藤／聖矢（アジラッピィ）／新国（ガーネット）／ 平岡（ロマン峠）／わっしょい中村（マロンフェスタ） |
| 5.  | 6月30日       | 矢作と山崎と パーティーゲームで遊ぼう！       | いけだてつや            | 伊藤（ターリーターキー）／川井／酒井（卯月）／ 菅原（トンツカタン）／玉（ターリーターキー）／ わっしょい中村（マロンフェスタ）／河田（ブラットピーク） |
| 6.  | 7月28日       | 矢作と山崎と 童貞で遊ぼう！                   | いけだてつや            | 秋山（秋のうさぎ）／空閑（バイオニ）／ 鈴木コウジロウ／花里（おとぎばなし）／ 平岡（ロマン峠）／ぼうず（バカ丸海賊団）                                 |
| 7.  | 8月25日       | 矢作と山崎と リアクションで遊ぼう！           | 飛永翼 （ラバーガール） | アナクロニスティック／川井／二馬力／ゆめちゃん |
| 8.  | 9月29日       | 矢作と山崎と プレッシャーで遊ぼう！           | 飛永翼 （ラバーガール） | 雨ちゃん／いかちゃん／おとぎばなし／ ガーネット／マロンフェスタ                                                                                        |
| 9.  | 10月27日      | 矢作と山崎と クイズで遊ぼう！                 | いけだてつや            | アナクロニスティック／いかちゃん／川井／ マロンフェスタ／ゆめちゃん                                                                                    |
| 10. | 11月24日      | 矢作と山崎と ミッションで遊ぼう！             | いけだてつや            | いかちゃん／おとぎばなし／デリケート／ 本田兄妹／和田（鬼ヶ島）                                                                                        |
| 11. | 12月29日      | 矢作と山崎と あったか鍋で遊ぼう！             | 飛永翼 （ラバーガール） | アンゲラー／川井／ターリーターキー／ マロンフェスタ／ゆめちゃん                                                                                        |
| 12. | 2018年1月26日 | 矢作と山崎と スポーツで遊ぼう！               | 飛永翼 （ラバーガール） | アナクロニスティック／卯月／鳥羽（デリケート）／ ロマン峠／河田（ブラットピーク）                                                                      |
| 13. | 2月23日       | 矢作と山崎と リレーで遊ぼう！                 | いけだてつや            | ガーネット／川井／鳥羽（デリケート）／もぐら／ ゆめちゃん／わっしょい中村（マロンフェスタ）                                                            |
| 14. | 3月30日       | 矢作と山崎と 東京03と鬼ヶ島とコントで遊ぼう！ | いけだてつや            | 【特別ゲスト：東京03／鬼ヶ島】 アナクロニスティック／卯月／ガーネット／川井／鳥羽（デリケート）／もぐら／ゆめちゃん／わっしょい中村（マロンフェスタ）  |
| 15. | 4月27日       | 矢作と山崎と 団結力でたたかう！               | いけだてつや            | ガーネット／川井／鳥羽（デリケート）／もぐら ゆめちゃん／わっしょい中村（マロンフェスタ）                                                              |
| 16. | 5月25日       | 矢作と山崎と 体力でたたかう！                 | いけだてつや            | 卯月／川井／グランドスラム 鳥羽（デリケート）／平岡（ロマン峠）                                                                                        |
| 17. | 6月29日       | 矢作と山崎と 我慢でたたかう！                 | いけだてつや            | 川井／卯月/グランドスラム／マロンフェスタ |
| 18. | 7月27日       | 矢作と山崎と 直感でたたかう！                 | いけだてつや            | アナクロニスティック／川井／ガーネット／ 鳥羽（デリケート）／ミベオノ                                                                                  |
| 19. | 8月31日       | 矢作と山崎と スピードでたたかう！             | いけだてつや            | 卯月／川井／敏感-ファイル／ わっしょい中村(マロンフェスタ)／平岡(ロマン峠)                                                                             |
| 20. | 9月28日       | 矢作と山崎と 伝統芸でたたかう！               | いけだてつや            | アナクロ二スティック／雨ちゃん／川井／鳥羽／ 菅原・森本(トンツカタン)／わっしょい中村(マロンフェスタ)                                                  |
| 21. | 10月26日      | 矢作と山崎と バランスでたたかう！             | いけだてつや            | アナクロ二スティック／川井／グランドスラム／ わっしょい中村(マロンフェスタ)／リニア                                                                    |
| 22. | 11月30日      | 矢作と山崎と 運でたたかう！                   | いけだてつや            | 川井／ザ・マミィ／Groovy Rubbish／ 鳥羽／ゆめちゃん／平岡(ロマン峠)                                                                                    |
| 23. | 12月28日      | 矢作と山崎と かくし芸でたたかう！             | いけだてつや            | アナクロニスティック／川井／グランドスラム／ 真空ジェシカ／鳥羽                                                                                        |
| 24. | 2019年1月25日 | 矢作と山崎と リミットでたたかう！             | いけだてつや            | 川井／ザ・マミィ／ピッポ／マロンフェスタ／ゆめちゃん                                                                                                   |
| 25. | 2月22日       | 矢作と山崎と 逆境でたたかう！                 | 早出明弘                | アナクロニスティック／キズナ／川井／ザ・マミィ／鳥羽                                                                                                   |
| 26. | 3月29日       | 矢作と山崎と ドランクドラゴンとたたかう！     | 早出明弘                | いかちゃん／岡野陽一／川井／ザ・マミィ／平岡（ロマン峠） ホビー（アナクロニスティック）／マロンフェスタ                                                |

## スタッフ
- プロデューサー：下川猛／上原敏明／高橋研
- 演出：新沢学
- ディレクター：折茂健一／後藤慧
- 構成：村松浩介／吉野基比古
- 制作協力：ユーフィールド
- 制作著作：フジテレビ